# 뽕밭 나그네
"뽕밭 나그네"(The Mulberry Field Traveler)는 한국에서 제작된 김기현 감독의 1991년 드라마 영화이다. 유영국 등이 주연으로 출연하였고 박남수 등이 제작에 참여하였다.

## 출연

### 주연
- 유영국
- 강리나
- 박찬환

### 조연
- 홍주희
- 김길호
- 서창숙
- 최종원

## 기타
- 원작자: 홍금보
- 조명: 김태성
- 조감독: 김기남
- 녹음: 김경일
- 분장: 홍동은
- 효과: 양대호